# Jean I av Monaco
Jean I av Monaco, född 1382, död 1454, var en monark (herre) av Monaco 1395 och från 1419 till 1454. Gift med Pomellina Fregoso.